# Pheia mathona
Pheia mathona là một loài bướm đêm thuộc phân họ Arctiinae, họ Erebidae.